# Ras al Hadd
Ras al Hadd is een plaats in Asj Sjarqiyah South, Oman. De plaats ligt op een punt aan de ingang van de Golf van Oman. De regio wordt bediend door Ras al Hadd Airport. Ten westen van de plaats ligt het Hadjargebergte. Er is een Indiase luisterpost in Ras al-Hadd en er zijn aanlegrechten voor de Indiase marine op de marinebasis van Muscat.

## Ras Al Jinz Turtle Reserve
De stranden van Ras al Hadd en het naburige Ras al-Jinz zijn bekend als broedplaats voor groene zeeschildpadden. Dit is een van de belangrijkste populaties van deze soort ter wereld. Het hele jaar door halen deze zeereptielen hun gewicht tot 190 kilo uit de zee bij Ras al-Jinz om hier hun eieren te leggen. Van de ongeveer 100 eieren die elk vrouwtje 's nachts legt, overleeft er misschien maar één de volwassen leeftijd. Op 23 april 1996 werd Ras Al Jinz Turtle Reserve aangewezen als natuurreservaat.